# Каледонија (Илиноис)
Каледонија (енгл. Caledonia) град је у америчкој савезној држави Илиноис.

## Демографија
По попису из 2010. године број становника је 197, што је 2 (-1,0%) становника мање него 2000. године.
| Група             | 2000.        | 2010.       |
| Белци             | 199 (100,0%) | 182 (92,4%) |
| Афроамериканци    | 0 (0,0%)     | 2 (1,0%)    |
| Азијати           | 0 (0,0%)     | 6 (3,0%)    |
| Хиспаноамериканци | 0 (0,0%)     | 6 (3,0%)    |
| Укупно            | 199          | 197         |